# Vocale
| | Anteriori | Quasi anteriori | Centrali | Quasi posteriori | Posteriori |
| Chiuse | \| i • y ɨ • ʉ ɯ • u ɪ • ʏ ɪ̈ • ʊ̈ ɯ̞̈ • ʊ e • ø ɘ • ɵ ɤ • o e̞ • ø̞ ə ɤ̞ • o̞ ɛ • œ ɜ • ɞ ʌ • ɔ æ • ɐ a • ɶ ä • ɒ̈ ɑ • ɒ \| | \| i • y ɨ • ʉ ɯ • u ɪ • ʏ ɪ̈ • ʊ̈ ɯ̞̈ • ʊ e • ø ɘ • ɵ ɤ • o e̞ • ø̞ ə ɤ̞ • o̞ ɛ • œ ɜ • ɞ ʌ • ɔ æ • ɐ a • ɶ ä • ɒ̈ ɑ • ɒ \| | \| i • y ɨ • ʉ ɯ • u ɪ • ʏ ɪ̈ • ʊ̈ ɯ̞̈ • ʊ e • ø ɘ • ɵ ɤ • o e̞ • ø̞ ə ɤ̞ • o̞ ɛ • œ ɜ • ɞ ʌ • ɔ æ • ɐ a • ɶ ä • ɒ̈ ɑ • ɒ \| | \| i • y ɨ • ʉ ɯ • u ɪ • ʏ ɪ̈ • ʊ̈ ɯ̞̈ • ʊ e • ø ɘ • ɵ ɤ • o e̞ • ø̞ ə ɤ̞ • o̞ ɛ • œ ɜ • ɞ ʌ • ɔ æ • ɐ a • ɶ ä • ɒ̈ ɑ • ɒ \| | \| i • y ɨ • ʉ ɯ • u ɪ • ʏ ɪ̈ • ʊ̈ ɯ̞̈ • ʊ e • ø ɘ • ɵ ɤ • o e̞ • ø̞ ə ɤ̞ • o̞ ɛ • œ ɜ • ɞ ʌ • ɔ æ • ɐ a • ɶ ä • ɒ̈ ɑ • ɒ \| |
| Quasi chiuse                                                                                                  | \| i • y ɨ • ʉ ɯ • u ɪ • ʏ ɪ̈ • ʊ̈ ɯ̞̈ • ʊ e • ø ɘ • ɵ ɤ • o e̞ • ø̞ ə ɤ̞ • o̞ ɛ • œ ɜ • ɞ ʌ • ɔ æ • ɐ a • ɶ ä • ɒ̈ ɑ • ɒ \| | \| i • y ɨ • ʉ ɯ • u ɪ • ʏ ɪ̈ • ʊ̈ ɯ̞̈ • ʊ e • ø ɘ • ɵ ɤ • o e̞ • ø̞ ə ɤ̞ • o̞ ɛ • œ ɜ • ɞ ʌ • ɔ æ • ɐ a • ɶ ä • ɒ̈ ɑ • ɒ \| | \| i • y ɨ • ʉ ɯ • u ɪ • ʏ ɪ̈ • ʊ̈ ɯ̞̈ • ʊ e • ø ɘ • ɵ ɤ • o e̞ • ø̞ ə ɤ̞ • o̞ ɛ • œ ɜ • ɞ ʌ • ɔ æ • ɐ a • ɶ ä • ɒ̈ ɑ • ɒ \| | \| i • y ɨ • ʉ ɯ • u ɪ • ʏ ɪ̈ • ʊ̈ ɯ̞̈ • ʊ e • ø ɘ • ɵ ɤ • o e̞ • ø̞ ə ɤ̞ • o̞ ɛ • œ ɜ • ɞ ʌ • ɔ æ • ɐ a • ɶ ä • ɒ̈ ɑ • ɒ \| | \| i • y ɨ • ʉ ɯ • u ɪ • ʏ ɪ̈ • ʊ̈ ɯ̞̈ • ʊ e • ø ɘ • ɵ ɤ • o e̞ • ø̞ ə ɤ̞ • o̞ ɛ • œ ɜ • ɞ ʌ • ɔ æ • ɐ a • ɶ ä • ɒ̈ ɑ • ɒ \| |
| Semichiuse | \| i • y ɨ • ʉ ɯ • u ɪ • ʏ ɪ̈ • ʊ̈ ɯ̞̈ • ʊ e • ø ɘ • ɵ ɤ • o e̞ • ø̞ ə ɤ̞ • o̞ ɛ • œ ɜ • ɞ ʌ • ɔ æ • ɐ a • ɶ ä • ɒ̈ ɑ • ɒ \| | \| i • y ɨ • ʉ ɯ • u ɪ • ʏ ɪ̈ • ʊ̈ ɯ̞̈ • ʊ e • ø ɘ • ɵ ɤ • o e̞ • ø̞ ə ɤ̞ • o̞ ɛ • œ ɜ • ɞ ʌ • ɔ æ • ɐ a • ɶ ä • ɒ̈ ɑ • ɒ \| | \| i • y ɨ • ʉ ɯ • u ɪ • ʏ ɪ̈ • ʊ̈ ɯ̞̈ • ʊ e • ø ɘ • ɵ ɤ • o e̞ • ø̞ ə ɤ̞ • o̞ ɛ • œ ɜ • ɞ ʌ • ɔ æ • ɐ a • ɶ ä • ɒ̈ ɑ • ɒ \| | \| i • y ɨ • ʉ ɯ • u ɪ • ʏ ɪ̈ • ʊ̈ ɯ̞̈ • ʊ e • ø ɘ • ɵ ɤ • o e̞ • ø̞ ə ɤ̞ • o̞ ɛ • œ ɜ • ɞ ʌ • ɔ æ • ɐ a • ɶ ä • ɒ̈ ɑ • ɒ \| | \| i • y ɨ • ʉ ɯ • u ɪ • ʏ ɪ̈ • ʊ̈ ɯ̞̈ • ʊ e • ø ɘ • ɵ ɤ • o e̞ • ø̞ ə ɤ̞ • o̞ ɛ • œ ɜ • ɞ ʌ • ɔ æ • ɐ a • ɶ ä • ɒ̈ ɑ • ɒ \| |
| Medie | \| i • y ɨ • ʉ ɯ • u ɪ • ʏ ɪ̈ • ʊ̈ ɯ̞̈ • ʊ e • ø ɘ • ɵ ɤ • o e̞ • ø̞ ə ɤ̞ • o̞ ɛ • œ ɜ • ɞ ʌ • ɔ æ • ɐ a • ɶ ä • ɒ̈ ɑ • ɒ \| | \| i • y ɨ • ʉ ɯ • u ɪ • ʏ ɪ̈ • ʊ̈ ɯ̞̈ • ʊ e • ø ɘ • ɵ ɤ • o e̞ • ø̞ ə ɤ̞ • o̞ ɛ • œ ɜ • ɞ ʌ • ɔ æ • ɐ a • ɶ ä • ɒ̈ ɑ • ɒ \| | \| i • y ɨ • ʉ ɯ • u ɪ • ʏ ɪ̈ • ʊ̈ ɯ̞̈ • ʊ e • ø ɘ • ɵ ɤ • o e̞ • ø̞ ə ɤ̞ • o̞ ɛ • œ ɜ • ɞ ʌ • ɔ æ • ɐ a • ɶ ä • ɒ̈ ɑ • ɒ \| | \| i • y ɨ • ʉ ɯ • u ɪ • ʏ ɪ̈ • ʊ̈ ɯ̞̈ • ʊ e • ø ɘ • ɵ ɤ • o e̞ • ø̞ ə ɤ̞ • o̞ ɛ • œ ɜ • ɞ ʌ • ɔ æ • ɐ a • ɶ ä • ɒ̈ ɑ • ɒ \| | \| i • y ɨ • ʉ ɯ • u ɪ • ʏ ɪ̈ • ʊ̈ ɯ̞̈ • ʊ e • ø ɘ • ɵ ɤ • o e̞ • ø̞ ə ɤ̞ • o̞ ɛ • œ ɜ • ɞ ʌ • ɔ æ • ɐ a • ɶ ä • ɒ̈ ɑ • ɒ \| |
| Semiaperte | \| i • y ɨ • ʉ ɯ • u ɪ • ʏ ɪ̈ • ʊ̈ ɯ̞̈ • ʊ e • ø ɘ • ɵ ɤ • o e̞ • ø̞ ə ɤ̞ • o̞ ɛ • œ ɜ • ɞ ʌ • ɔ æ • ɐ a • ɶ ä • ɒ̈ ɑ • ɒ \| | \| i • y ɨ • ʉ ɯ • u ɪ • ʏ ɪ̈ • ʊ̈ ɯ̞̈ • ʊ e • ø ɘ • ɵ ɤ • o e̞ • ø̞ ə ɤ̞ • o̞ ɛ • œ ɜ • ɞ ʌ • ɔ æ • ɐ a • ɶ ä • ɒ̈ ɑ • ɒ \| | \| i • y ɨ • ʉ ɯ • u ɪ • ʏ ɪ̈ • ʊ̈ ɯ̞̈ • ʊ e • ø ɘ • ɵ ɤ • o e̞ • ø̞ ə ɤ̞ • o̞ ɛ • œ ɜ • ɞ ʌ • ɔ æ • ɐ a • ɶ ä • ɒ̈ ɑ • ɒ \| | \| i • y ɨ • ʉ ɯ • u ɪ • ʏ ɪ̈ • ʊ̈ ɯ̞̈ • ʊ e • ø ɘ • ɵ ɤ • o e̞ • ø̞ ə ɤ̞ • o̞ ɛ • œ ɜ • ɞ ʌ • ɔ æ • ɐ a • ɶ ä • ɒ̈ ɑ • ɒ \| | \| i • y ɨ • ʉ ɯ • u ɪ • ʏ ɪ̈ • ʊ̈ ɯ̞̈ • ʊ e • ø ɘ • ɵ ɤ • o e̞ • ø̞ ə ɤ̞ • o̞ ɛ • œ ɜ • ɞ ʌ • ɔ æ • ɐ a • ɶ ä • ɒ̈ ɑ • ɒ \| |
| Quasi aperte                                                                                                  | \| i • y ɨ • ʉ ɯ • u ɪ • ʏ ɪ̈ • ʊ̈ ɯ̞̈ • ʊ e • ø ɘ • ɵ ɤ • o e̞ • ø̞ ə ɤ̞ • o̞ ɛ • œ ɜ • ɞ ʌ • ɔ æ • ɐ a • ɶ ä • ɒ̈ ɑ • ɒ \| | \| i • y ɨ • ʉ ɯ • u ɪ • ʏ ɪ̈ • ʊ̈ ɯ̞̈ • ʊ e • ø ɘ • ɵ ɤ • o e̞ • ø̞ ə ɤ̞ • o̞ ɛ • œ ɜ • ɞ ʌ • ɔ æ • ɐ a • ɶ ä • ɒ̈ ɑ • ɒ \| | \| i • y ɨ • ʉ ɯ • u ɪ • ʏ ɪ̈ • ʊ̈ ɯ̞̈ • ʊ e • ø ɘ • ɵ ɤ • o e̞ • ø̞ ə ɤ̞ • o̞ ɛ • œ ɜ • ɞ ʌ • ɔ æ • ɐ a • ɶ ä • ɒ̈ ɑ • ɒ \| | \| i • y ɨ • ʉ ɯ • u ɪ • ʏ ɪ̈ • ʊ̈ ɯ̞̈ • ʊ e • ø ɘ • ɵ ɤ • o e̞ • ø̞ ə ɤ̞ • o̞ ɛ • œ ɜ • ɞ ʌ • ɔ æ • ɐ a • ɶ ä • ɒ̈ ɑ • ɒ \| | \| i • y ɨ • ʉ ɯ • u ɪ • ʏ ɪ̈ • ʊ̈ ɯ̞̈ • ʊ e • ø ɘ • ɵ ɤ • o e̞ • ø̞ ə ɤ̞ • o̞ ɛ • œ ɜ • ɞ ʌ • ɔ æ • ɐ a • ɶ ä • ɒ̈ ɑ • ɒ \| |
| Aperte | \| i • y ɨ • ʉ ɯ • u ɪ • ʏ ɪ̈ • ʊ̈ ɯ̞̈ • ʊ e • ø ɘ • ɵ ɤ • o e̞ • ø̞ ə ɤ̞ • o̞ ɛ • œ ɜ • ɞ ʌ • ɔ æ • ɐ a • ɶ ä • ɒ̈ ɑ • ɒ \| | \| i • y ɨ • ʉ ɯ • u ɪ • ʏ ɪ̈ • ʊ̈ ɯ̞̈ • ʊ e • ø ɘ • ɵ ɤ • o e̞ • ø̞ ə ɤ̞ • o̞ ɛ • œ ɜ • ɞ ʌ • ɔ æ • ɐ a • ɶ ä • ɒ̈ ɑ • ɒ \| | \| i • y ɨ • ʉ ɯ • u ɪ • ʏ ɪ̈ • ʊ̈ ɯ̞̈ • ʊ e • ø ɘ • ɵ ɤ • o e̞ • ø̞ ə ɤ̞ • o̞ ɛ • œ ɜ • ɞ ʌ • ɔ æ • ɐ a • ɶ ä • ɒ̈ ɑ • ɒ \| | \| i • y ɨ • ʉ ɯ • u ɪ • ʏ ɪ̈ • ʊ̈ ɯ̞̈ • ʊ e • ø ɘ • ɵ ɤ • o e̞ • ø̞ ə ɤ̞ • o̞ ɛ • œ ɜ • ɞ ʌ • ɔ æ • ɐ a • ɶ ä • ɒ̈ ɑ • ɒ \| | \| i • y ɨ • ʉ ɯ • u ɪ • ʏ ɪ̈ • ʊ̈ ɯ̞̈ • ʊ e • ø ɘ • ɵ ɤ • o e̞ • ø̞ ə ɤ̞ • o̞ ɛ • œ ɜ • ɞ ʌ • ɔ æ • ɐ a • ɶ ä • ɒ̈ ɑ • ɒ \| |
| i • y ɨ • ʉ ɯ • u ɪ • ʏ ɪ̈ • ʊ̈ ɯ̞̈ • ʊ e • ø ɘ • ɵ ɤ • o e̞ • ø̞ ə ɤ̞ • o̞ ɛ • œ ɜ • ɞ ʌ • ɔ æ • ɐ a • ɶ ä • ɒ̈ ɑ • ɒ | | | | | |

In fonetica, la vocale è un fono che ha come realizzazione prevalente un vocoide. La parola vocale deriva dal latino vocalis, che significa in senso ampio 'relativa alla voce', 'parlante', 'che parla', e quindi 'dotato di voce', 'sonoro'. Dal punto di vista articolatorio, una vocale è un suono prodotto mediante la vibrazione delle corde vocali, emesso senza frapporre ulteriori ostacoli al flusso dell'aria così fatto risuonare. Le vocali vengono classificate in base a tre parametri:
- La posizione della lingua sull'asse verticale distingue tra vocali alte, medio-alte, medie, medio-basse, basse (vedi altezza vocalica).[2] Le vocali medie sono prodotte con la lingua in posizione di riposo (la stessa che essa ha quando non si parla o si respira normalmente).[1]
- La posizione della lingua sull'asse orizzontale distingue tra vocali anteriori (o palatali), centrali (o prevelari), posteriori (o velari)[3]. Le vocali centrali sono prodotte con la lingua in posizione di riposo.
- La posizione delle labbra distingue tra vocali arrotondate (con protrusione delle labbra) e non arrotondate (cioè distese), secondo il tratto della procheilia.

Le vocali possono poi essere ottenute con o senza passaggio dell'aria dalle fosse nasali (vocali nasali).
Esempi di vocale sono: /a/, /ɛ/, /e/, /i/, /o/, /ɔ/, /u/, /ə/, /œ/, /ʊ/, /ʌ/ ecc.
Per fare l'esempio delle vocali atone nella fonologia della lingua italiana, si hanno le seguenti progressioni:
- Altezza: /i/, /u/ (alte); /e/, /o/ (medio-alte); /a/ (bassa).
- Anteriorità-posteriorità: /i/, /e/ (anteriori); /a/ (centrale); /o/, /u/ (posteriori).
- Procheilia: /a/, /e/, /i/ (non arrotondate); /o/, /u/ (arrotondate).

## Tipi di vocale
Oltre ai tre parametri già menzionati (altezza, anteriorità-posteriorità, procheilia), a seconda delle loro caratteristiche, le vocali possono essere:
- orali (per esempio le vocali dell'italiano) o nasali (per esempio [ã] nella pronuncia milanese o francese di Milan), a seconda che il velo palatino sia alzato o abbassato, impedendo o permettendo il passaggio dell'aria dalle fosse nasali;
- anteriori (per esempio [i] o [e]) (dette anche vocali palatali), centrali (per esempio [a]) o posteriori (per esempio [u] o [o]) (dette anche vocali velari), a seconda della posizione della lingua;
- aperte (o "basse") o chiuse (o "alte"), a seconda della posizione della lingua nella cavità orale e dell'angolo intermascellare: quando la vocale è bassa, la bocca è più aperta; quando è alta, la bocca è più chiusa. È possibile osservare diversi gradi di apertura delle vocali: alcune lingue (ad esempio l'arabo) distinguono solo due gradi: vocale aperta /a/, vocali chiuse /i/ e /u/; l'italiano standard ha quattro gradi di apertura: vocale aperta (o bassa) /a/, vocali semiaperte (medio-basse) /ɛ/ e /ɔ/ (<e> ed <o> aperte), vocali semichiuse (medio-alte) /e/ e /o/, vocali chiuse /i/ e /u/ (il sardo ha un grado di apertura in meno, essendo privo delle vocali <e> ed <o> aperte, per questo la sua pronuncia appare "cupa" agli italofoni; il siciliano invece ha due gradi di apertura in meno, essendo privo delle vocali <e> ed <o> chiuse);
- arrotondate (o "procheile") o non arrotondate ("aprocheile"), a seconda che nell'articolazione intervenga o meno un arrotondamento delle labbra. In italiano sono arrotondate le vocali posteriori (o, ɔ e u) mentre non lo sono le altre. Vi sono lingue in cui una vocale anteriore può essere arrotondata (per esempio [y] nella pronuncia lombarda o francese di mur [my:r]), oppure una vocale posteriore può non essere arrotondata (per esempio l'inglese [ʌ] nella parola cup [kʌp]);
- brevi o lunghe, a seconda della durata. In alcune lingue la lunghezza vocalica può avere valore distintivo. Per esempio in milanese la lunghezza vocalica distingue spesso l'infinito dei verbi dal participio passato: andà "andare" / andaa "andato".
- vocali toniche o atone. Una vocale dicesi tonica quando su di essa cade l'accento e atona quando non è accentata.

Le vocali sono suoni prodotti senza occlusioni al flusso d'aria. Le vocali possono essere schematizzate nel triangolo vocalico, dove si ha come base la A che è la vocale più aperta mentre ai lati abbiamo la I e la U che sono le vocali più chiuse. Sul percorso dalla A alla I abbiamo la E aperta e la E chiusa, mentre sul percorso dalla A alla U troviamo la O aperta e infine la O chiusa. La stessa cosa accade nel trapezio vocalico solo che alla base abbiamo due vocali: la A aperta e la A chiusa.

### Vocali anteriori

#### Vocali aperte e semiaperte
- [ a ]: è la a di cat in inglese britannico.
- [ ɶ ]: è la controparte arrotondata della [a].
- [ æ ]: è l'intermedia tra la a e la [ε] ed è la a di cat in inglese americano.
- [ ε ]: è la e aperta italiana (è) di cartello.
- [ œ ]: è la controparte arrotondata della [ε], ed è la eu francese di jeune.

#### Vocali medie
- [ e̞ ]: è la vocale anteriore media non arrotondata.
- [ ø̞ ]: è la versione arrotondata di e̞.

#### Vocali chiuse e semichiuse
- [ e ]: è la e chiusa italiana (é) di velo.
- [ ø ]: è controparte arrotondata della [e], è l'intermedia tra la [œ] e la y, ed è l'eu finale francese di meule   e la ö tedesca di schön.
- [ i ]: è la i italiana di fine.
- [ y ]: è la controparte arrotondata della [i], ed è la u francese di bureau e deja-vu e la ü tedesca di für.
- [ ɪ ]: è un vocoide intermedio tra la [e] e la [i], articolata più verso il centro, ed è la i inglese di big.
- [ ʏ ]: è la controparte arrotondata della [ɪ].

### Vocali centrali

#### Aperte e semiaperte
- [ ɜ ]: è la versione centralizzata di [ɛ], ed è la ur di purple in inglese britannico.
- [ ɞ ]: è la versione arrotondata di [ɜ].
- [ ɝ ]: è la versione rotica di [ɜ], ed è la ur di purple in inglese americano.
- [ ɐ ]: è la versione aperta di [ə], ed è la u di run nella RP inglese contemporanea, oppure la -er finale tedesca di Theater.
- [ ä ]: è la a di gatto.
- [ ɒ̈ ]: è la versione arrotondata di [ä]

#### Medie
- [ ə ]: è la vocale atona centrale, ed è la er di butter in inglese britannico o la a finale di casa in catalano.
- [ ɚ ]: è la versione rotica di [ə], ed è la er di butter in inglese americano.

#### Chiuse e semichiuse
- [ ɨ ]: è la versione centralizzata di [i].
- [ ʉ ]: è la versione centralizzata di [u] presente in parole come goose nella RP britannica e in quegli accenti che esibiscono il fenomeno chiamato goose fronting. È la versione arrotondata di [ɨ].
- [ ɘ ]: è la versione non arrotondata di [ɵ].
- [ ɵ ]: è la versione centralizzata della [o], ed è la u svedese di dum.

#### Quasi chiuse
- [ ɪ̈ ]: è la vocale centrale quasi chiusa non arrotondata.
- [ ʊ̈ ]: è la controparte arrotondata di ɪ̈.

### Vocali posteriori

#### Aperte e semiaperte
- [ ɑ ]: è la a ma articolata posteriormente, cioè pronunciata dall'ugola, ed è la a inglese di father.
- [ ɒ ]: è la versione arrotondata della [ɑ] ed è la o di hot dell'inglese britannico, nonché la a ungherese.
- [ ʌ ]: è la versione non arrotondata di [ɔ] ed è la u di run nella RP britannica conservativa.
- [ ɔ ]: è la o aperta italiana di cotto.

#### Medie
- [ ɤ̞ ]: è la vocale posteriore media non arrotondata.
- [ o̞ ]: è la versione arrotondata di ɤ̞.

#### Chiuse e semichiuse
- [ ɯ ]: è la versione non arrotondata della [u], ed è la u in molte lingue orientali. Si tratta della lettera turca ı.
- [ u ]: è la u italiana di succo.
- [ ʊ ]: è l'intermedia tra la o e la u, ed è la oo inglese di good.
- [ ɤ ]: è la versione non arrotondata di [o], ed è la u irlandese di uladh.
- [ o ]: è la o chiusa italiana di gola.

## Vocali nelle sillabe
Normalmente le vocali formano il picco o nucleo di una sillaba, mentre le consonanti ne formano l'attacco e la coda. In alcune lingue, però, anche suoni che di norma non sono classificati come vocali possono formare il nucleo di una sillaba, come il fono [m] nella parola inglese prism ("prisma"), o il fono [r] nella parola ceca vrba ("salice"). Queste particolari "consonanti vocaliche" si chiamano contoidi intensi. Di solito tutti i segmenti che formano il nucleo di una sillaba sono chiamati "vocali", e chiaramente secondo questo criterio foni come quelli citati sopra sarebbero, almeno fonologicamente, vocali. Si noti comunque che i soli foni che possono formare il nucleo di una sillaba sono i vocoidi e i contoidi sonoranti.